# Tök
Tök là một thị trấn thuộc hạt Pest, Hungary. Thị trấn này có diện tích 24,73 km², dân số năm 2010 là 1392 người, mật độ 56 người/km².